# The Bewitching of Anne Gunter
The Bewitching of Anne Gunter. A horrible and true story of deception, witchcraft, murder, and the King of England ist ein mikrogeschichtliches Werk des Historikers James Sharpe, das erstmals im Jahr 1999 erschien. Sharpe war zu dieser Zeit Professor an der University of York. Das Buch handelt von Anne Gunter, dem am häufigsten dokumentierten Hexenprozess in England des 16. und 17. Jahrhunderts. Sharpe versucht darin, die komplexen Ursachen und Umstände von Hexenverfolgungen in England herauszuarbeiten.

## Erkenntnisinteresse
James Sharpe wurde durch Cecil L’Estrange Ewens Buch Witchcraft in the Star Chamber auf den Fall aufmerksam und erkannte bald die enorme Fülle an historischen Quellen zu diesem Prozess.: Acknowledgements Mithilfe dieser zahlreichen Dokumente versucht Sharpe, die allgemeinen Entwicklungen von Hexenverfolgungen im 17. Jahrhundert zu rekonstruieren. Somit hat Sharpe zum Ziel, die Auswirkungen des Englischen Bürgerkriegs und der Reformation in Bezug auf die Hexenverfolgung zu untersuchen. Insbesondere die Exekution von Karl I. im Jahr 1645 und der damit verbundene Wechsel zu einem aktivistisch-populären Puritanismus verursachte einen enormen Anstieg von Hexenverfolgungen im 17. Jahrhundert.
Sharpes Werk umfasst 9 Kapitel, welche mit Annes Erkrankung und den Auswirkungen eines Fußballspiels beginnen und mit einem Gerichtsfall sowie der Politik des Exorzismus in England enden. Sein Buch basiert vor allem auf Gerichtsdokumenten, wobei Sharpe keine Fußnoten verwendet, sondern seine Quellen und Notizen für Interessierte am Ende des Buches platziert.

## Synopsis
Die junge Anne Gunter lebte in North Moreton, einige Kilometer südlich von Oxford, als Tochter von Brian und Anne Gunter. Im Sommer 1604 litt sie zum ersten Mal an einer Krankheit, die damals viele als Hysterie bezeichnet hätten. Erst  als im Oktober 1604 die Symptome erneut auftraten, dieses Mal jedoch um einiges schlimmer, kam der Verdacht auf, dass die Symptome übernatürlicher Natur sein könnten.: S. 1–14 Zahlreiche anerkannte Ärzte waren sicher, dass Annes Symptome nicht auf eine natürliche Ursache zurückgehen könne, sondern Anne Symptome einer verhexten Person aufwies, oder gar einer Person, welche von Dämonen besessen war. Später gab es jedoch einige, welche an Annes übernatürlicher Kondition zweifelten. Zu ihnen gehörte unter anderem sowohl Thomas Hinton als auch der damalige König von England, Jakob I. Der König war dann derjenige, der eine Geschichte von Betrug und Folter aufdeckte, und diese beginnt mit einem Fußballspiel.
Die Gunters waren neu in North Moreton, und obwohl sie sehr wohlhabend waren, waren sie unbeliebt im Dorf. Die erste schwerwiegende Feindschaft entstand jedoch erst, als bei einem Fußballspiel im Mai 1598 William und Richard Gregory angeblich von Brian Gunter im Zuge eines Streits während besagtem Fußballspiel getötet wurden. Somit entstand eine Kluft zwischen den Gunters und den Gregorys, die für den Fall von Anne Gunter eine große Rolle spielen sollte.: S. 14–42
Als Anne zum zweite Male erkrankte, waren ihre Symptome um einiges schlimmer als beim ersten Mal. Sie krümmte und verzerrte sich, wurde steif und litt unter schweren Anfällen. Sie übergab Stecknadeln und konnte spüren, wenn gewisse Personen in der Nähe waren. Dazu kommt, dass sie immer wieder drei Namen wiederholte, während sie sich in Trance befand: Mary Pepwell, Agnes Pepwell und Elizabeth Gregory. Im Falle von Agnes Pepwell überrascht es nicht, dass sie in Zusammenhang mit Annes Erkrankung erwähnt wurde. Sie hatte schon seit vielen Jahren den Ruf, eine Hexe zu sein. Deshalb wurde auch Agnes’ Tochter, Mary Pepwell, verdächtigt. Der Verdacht auf Hexerei war bei Elizabeth Gregory nicht ganz so ausgeprägt, trotzdem war Elizabeth nicht wirklich beliebt im Dorf. Diese drei Frauen wurden dann aufgrund des Verdachts, Anne verhext zu haben, von Brian Gunter wegen Hexerei angeklagt.: S. 1–13
Zu dieser Zeit interessierten sich viele für Hexerei und Dämonen, weshalb Annes Erkrankung zu einer großen Attraktion wurde, die nicht nur Menschen aus North Moreton an ihr Bett führte. Aus der ganzen Region kamen Menschen, um sich Annes Leiden anzusehen. Auch einige Gelehrte aus Oxford, die gute Bekannte von Brian Gunter waren, fanden ihren Weg nach North Moreton. Diese waren nach dem Betrachten von Annes Symptomen auch davon überzeugt, dass sie verhext wurde.
Doch dann tauchte Thomas Hinton an Annes Bett auf. Er war der einzige, der Annes Erkrankung und ihre Symptome skeptisch betrachtete. Dies teilte er den Gunters mit, worauf diese ihm vorschlugen, einige Tests mit Anne durchzuführen. Danach war Hinton aber nur noch mehr überzeugt davon, dass Anne ihre Erkrankung nur vorspielte, weshalb er sich entschloss, diese Erkenntnis zu veröffentlichen.
Im Winter 1604/1605 begann der Prozess gegen Agnes Pepwell, Mary Pepwell und Elizabeth Gregory. Mary und Elizabeth mussten im Gefängnis ausharren, bis der Prozess begann. Da Agnes Pepwell bereits einen Ruf als Hexe innehatte, verschwand sie vor der Festnahme. Der Prozess fand am 1. März 1605 in Abingdon-on-Thames statt. Hier sah Thomas Hinton seine Chance, den Betrug von Anne aufzudecken. Er erläuterte der Jury seine Skepsis, woraufhin der Richter drei Personen aus der Jury zu Anne nach Hause schickte, um diese zu befragen. Anne konnte ihr Leiden nicht mehr einwandfrei aufrechterhalten, weshalb Gregory und Pepwell freigesprochen wurden.: S. 115–138
Nach dem Prozess von Abingdon besuchte der König von England, Jakob I., die Oxford University. Aus unbekannten Gründen nahm Brian Gunter seine Tochter an diesem Tag mit nach Oxford, wo sie das erste Mal den König traf. Doch auch er war skeptisch gegenüber Annes Leiden, da er allgemein ein Gegner der Hexerei war. Nachdem Jakob I. ihr versicherte, dass ihr Geständnis keinerlei Konsequenzen haben werde, gestand Anne, dass sie, aufgrund ihres Vaters, ihre Erkrankung nur vorgespielt hatte.
Es folgte der zweite Prozess im Februar 1606, dieses Mal gegen Annes Vater, Brian Gunter. Es gab insgesamt über 60 Zeugenaussagen, wobei viele zu Gunsten von Brian ausfielen. Die Dokumente dieses Prozesses sind schon längst verloren gegangen, weshalb man nicht weiß, wie der Richter über Brian Gunter geurteilt hat. Trotzdem ist es schwer vorstellbar, dass er nach Annes Geständnis immer noch für unschuldig gehalten wurde. Man weiß lediglich, dass Anne vom Haushalt ihres Vaters entfernt wurde und dass dieser wieder nach North Moreton zurückkehrte, wo er aber bis zu seinem Tod im November 1628 kein ruhiges Leben mehr führen konnte. Anne hingegen verliebte sich, und obwohl keine Dokumente einer Hochzeit vorliegen, kann man vermuten, dass sie geheiratet hat.: S. 169–196
Zusammenfassend können folgende Punkte festgehalten werden, weshalb Annes Geschichte als derart signifikant betrachtet werden kann: Annes Fall zeigt die komplexen Meinungen über Hexerei zu dieser Zeit auf. Zum Zeitpunkt, als Anne vor Gericht ging, um die drei Frauen anzuklagen, nahmen Hexenprozesse in England bereits wieder ab und die Chancen, einen solchen Prozess zu gewinnen, waren nicht besonders hoch. Dies wird vor allem durch die Skepsis von Jakob I. gegenüber Annes Symptomen und durch den Freispruch von Mary Pepwell und Elizabeth Gregory deutlich. Doch mit dem Beginn des Englischen Bürgerkriegs und der Exekution von Karl I. stieg die Zahl der Hexenfälle wieder an, wobei beispielsweise im Jahr 1645 über 100 Hexen hingerichtet wurden. Somit schwächte der Englische Bürgerkrieg die säkulare Regierung, die für die Abnahme von Hexenverfolgungen verantwortlich war, und schuf Raum für einen aktivistisch-populären Puritanismus, was zu erneuten Hexenverfolgungen führte. Man könnte also sagen, dass ohne den Englischen Bürgerkrieg die Hexenverfolgung bereits viel früher ausgestorben und die letzte Exekution wahrscheinlich nicht erst um 1685 durchgeführt worden wäre.: S. 197–212

## Wirkung / Rezeption
David Underdown lobte James Sharpe für sein Werk. Er argumentierte, dass sein klarer Schreibstil und seine vernünftige Abwägung möglicher Interpretationen sowohl Studenten sowie auch Spezialisten ansprechen würden. Zudem öffne Sharpe mit seinen Beschreibungen von Kirchengerichten und herrschaftlichen Aufzeichnungen die Möglichkeit, den Vorgang von Mikrogeschichte besser zu verstehen. Dennoch kritisiert Underdown Sharpe für seine Neigung, gerichtliche Aussagen zu sehr beim Wort zu nehmen, ohne die Voreingenommenheit von Zeugen zu berücksichtigen. Alles in Allem sieht David Underdown Sharpes Werk als eine Modellübung des mikrohistorischen Genres.
Auch Anna Dogole lobte Sharpes Buch. Nach Dogole bietet Sharpe eine exzellente historische Erzählung, die Einblicke in den Alltag und die Kognitionen während der Herrschaft von König Jakob I. biete. Sharpes Buch sei gut dokumentiert und enthalte ausführliche Notizen und Referenzen. Abschließend lobt Dogole das Buch als ein spannendes Werk, welches sowohl für Historiker als auch für Psychologiestudierende von Interesse sein werde.
Alvin Kernan, Emeritus der Princeton University, fand es faszinierend, wie gewandt Sharpe die Geschichte von Anne Gunter aus alten Akten und Berichten zusammensetzte. Kernan betonte, dass dieses Buch die Mikrogeschichte sehr gut verkörpere, da man durch Sharpes Erzählung mit den Protagonisten mitfühlen könne. Doch Kernan kritisiert, dass es für eine Mikrogeschichte immer die Makrogeschichte brauche, um die Mikrogeschichte korrekt in der Zeit einordnen zu können. Deshalb resümierte Kernan zum Schluss, dass das lokale Leben niemals die gleiche Aussagekraft habe wie die Longue durée.
Auch Jessica Mulley beschäftigte sich mit Sharpes Werk und rühmte seine Fähigkeit, eine Verbindung zwischen Annes Geschichte und dem zeitgenössischen Leben herzustellen. Er habe durch den Fall von Anne und dessen Konsequenzen aufzeigen können, wie sich die Hochpolitik, Theologie und kulturelle Entwicklung im 17. Jahrhundert verändert hat. Zudem lobte Mulley Sharpes Buch als gut recherchiert, gut geschrieben und aufschlussreich.
Malcolm Gaskill lobte Sharpes Werk ebenfalls. Die Fähigkeit, alle Rohdaten auszuwerten und in einem Buch zusammenzufügen, spiegle Sharpes Expertise in diesem Bereich wieder. Außerdem strebe Sharpe eine Leserschaft an, die über die akademischen Grenzen hinausgeht, wobei er jedoch nie esoterisches Wissen voraussetze und die Geschichte immer an erster Stelle stehe. Gaskill empfand dieses Buch, wie alle guten Mikrogeschichten, als unterrichtend und unterhaltsam.
Antonia Fraser von The London Times schrieb, dass Sharpes Werk extrem spannend sei und dass Sharpe so Anne Gunter ihren lang verdienten Moment des Ruhmes verlieh.
J. W. Dippman von der Central Washington University fand, dass das Buch einen guten Einblick gebe, jedoch sei enttäuschend, dass der Ausgang des Protagonisten nicht enthüllt werde.

## Ausgaben
- Englische Originalausgabe: James Sharpe: The bewitching of Anne Gunter: a horrible and true story of deception, witchcraft, murder, and the King of England. Profile Books, London 1999, ISBN 186197048X.
- Englische Neuauflage: James Sharpe: The bewitching of Anne Gunter: a horrible and true story of deception, witchcraft, murder, and the King of England. Routledge, New York 2001, ISBN 0-415-92691-2.